# Калас (сатрап)
Калас або Каллас (д/н — між 332 до н. е. та 328 до н. е.) — давньомакедонський державний та військовий діяч.

## Життєпис
Був сином Гарпала, друга і скарбника македонського царя Олександра III. Перша згадка про Каласа відноситься до спільного походу разом з Парменіоном і Атталом за наказом македонського царя Філіпом II до Малої Азії (на той час володіння Перської держави). У 335 році до н. е. в Троаді Калас зазнав поразки від перських військ на чолі з Мемноном Родоським.
У 334 році до н. е. з початком походу царя Олександра III проти Персії очолив фессалійську кінноту. Відзначився у битві на Граніку. Після цього македонський цар призначив Каласа очільником Геллеспонтської Фригії. Так він став першим з македонян, який отримав титул сатрапа. Йому було доручено збирати данину в тому ж обсязі, що сплачувалася за персів. Трохи пізніше в підпорядкування Каласа була передана територія Пафлагонії та доручено підкорити племена віфінів і фініїв.
У січні 333 року до н. е. переміг перські та пафлагонські загони, що залишалися вірними Дарію III, зміцнивши владу в Фригії та Пафлагонії. За цим спробував встановити владу Македонії над Віфінією. Але наштовхнувся на організований опір місцевого династа Баса. Зрештою у війні з останнім Калас зазнав поразки й загинув, втім точна дата невідома. Це дозволило Віфінії здобути незалежність.
Ще за життя царя Олександра наступником Каласа на посаді сатрапа Геллеспонтської Фригії і Пафлагонії було призначено Демарха.